# Louvain-la-Neuve

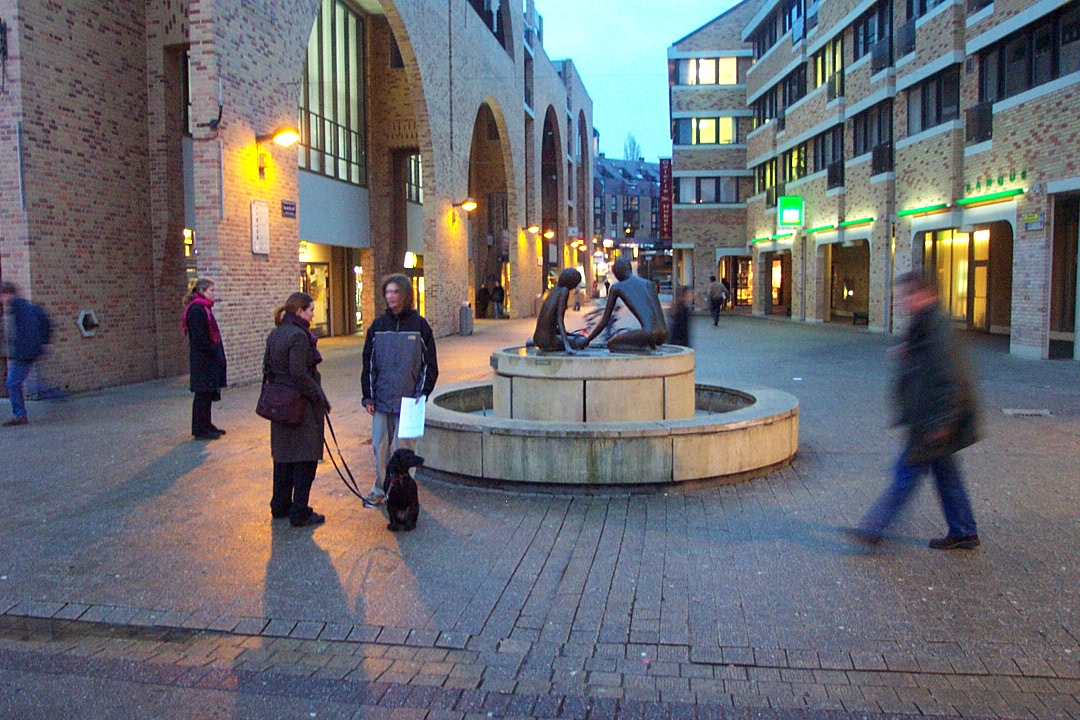
Place de l’Université

Louvain-la-Neuve (deutsch Neu-Löwen) ist eine belgische Planstadt in der Provinz Wallonisch-Brabant und ein Stadtteil von Ottignies-Louvain-la-Neuve. Sie entstand ab 1971 insbesondere als Heimat für den französischsprachigen Teil der Katholischen Universität Löwen, der infolge der Spaltung der Hochschule in den französischsprachigen und einen niederländischsprachigen Teil ab 1967 entstanden war. 

## Geschichte
Der Ort entstand im Zuge des flämisch-wallonischen Konflikts der 1960er Jahre, als die Flämische Bewegung die niederländischsprachigen Studenten im beginnenden Zeitalter der Massenuniversität in Löwen benachteiligt sah. Die Forderung nach Absiedlung der französischsprachigen Professoren und Studenten der Katholischen Universität Löwen (KUL/UCL) wurde immer lauter, damit die Hochschule in der mehrheitlich flämischen Stadt Löwen eine rein niederländischsprachige Institution würde. Auf der Basis einer Erklärung der Belgischen Bischofskonferenz von 1966 wurden daraufhin die beiden bisherigen, nach Sprachen getrennten Abteilungen in zwei eigenständige Universitäten umgewandelt, wobei für die französischsprachige Université catholique de Louvain (UCLouvain) eine neue Stadt (ein „neues Löwen“) errichtet wurde. Ab 1971 entstand so in der Nähe von Ottignies, etwa 24 km Luftlinie von Löwen entfernt, die Stadt Louvain-la-Neuve, die erste planmäßige Städtegründung im heutigen Belgien seit jener von Charleroi (1666). Als Vorbild diente unter anderem die Konzeption der französischen Ville nouvelle. Unter dem Einfluss des Kunsthistorikers Raymond Lemaire kam es zur Abkehr von einem „Städtebau à la Brasilia und Chandigarh“ und zur Orientierung an traditionelleren Stadtbildern. Heute zählt Louvain-la-Neuve zirka 10.000 ständige Einwohner. An der UCLouvain studieren rund 19.600 Studenten, von denen etwa die Hälfte während des Studiums in Louvain-la-Neuve wohnt.

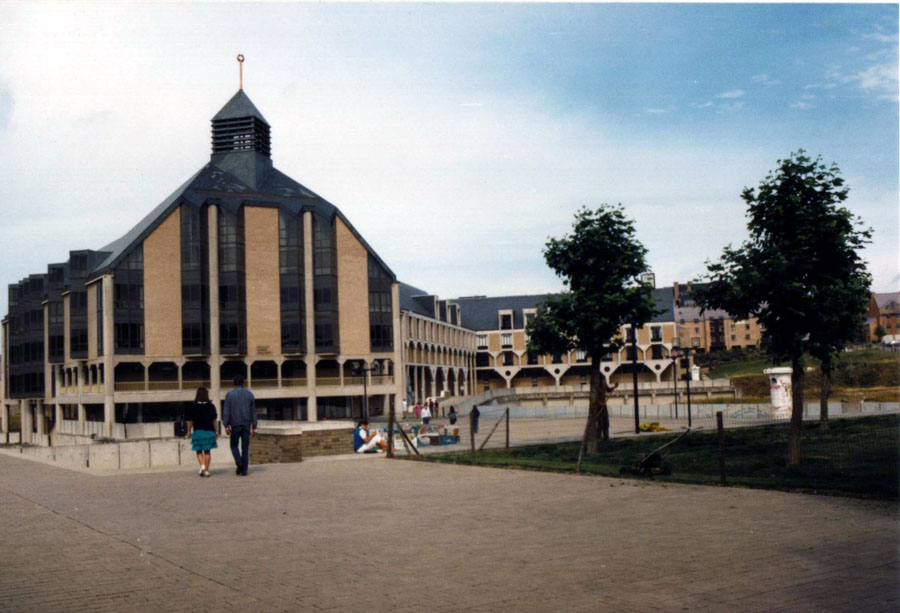
Die Grand-Place und die theologische Fakultät
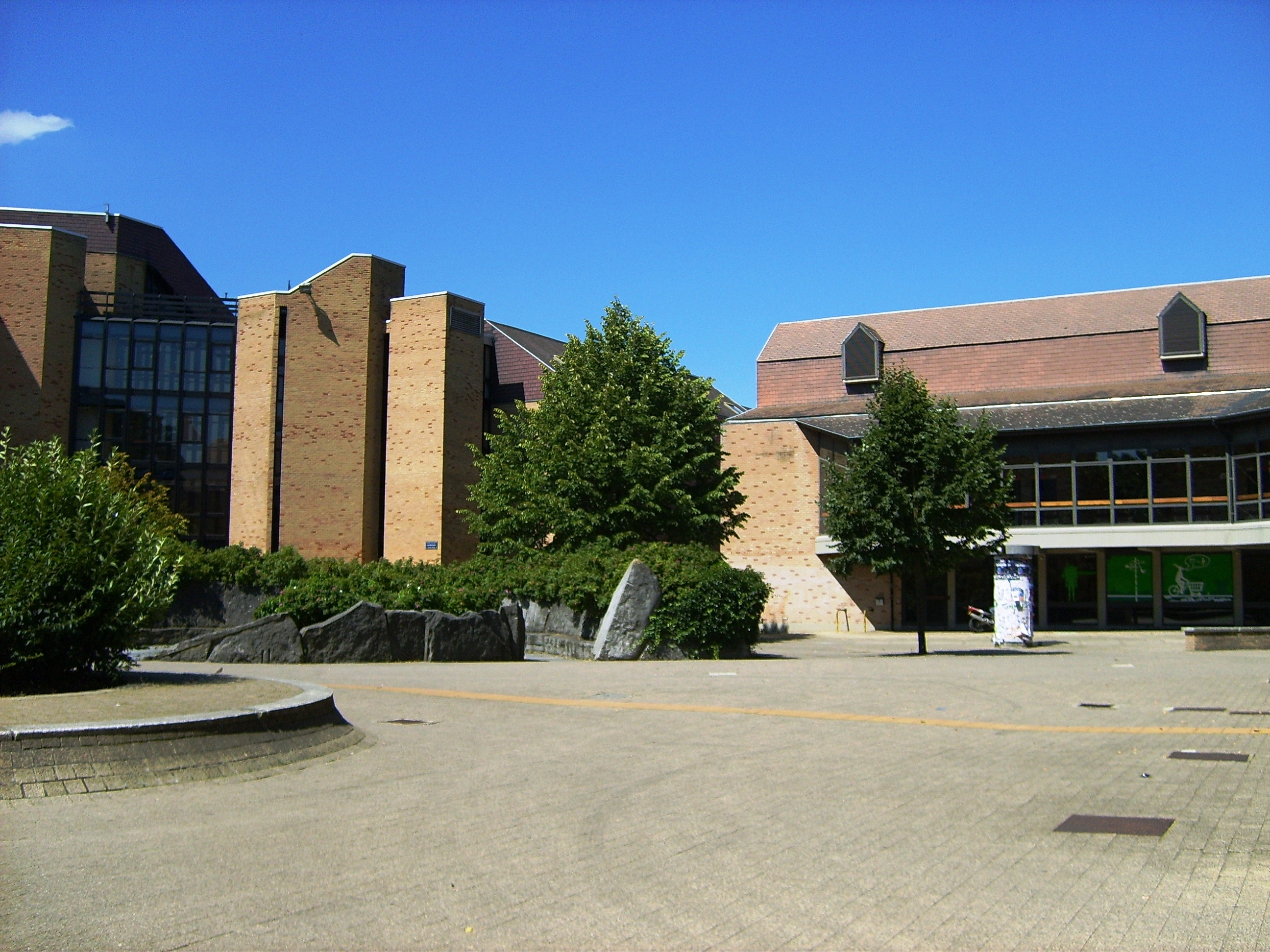
Der Montesquieu-Platz
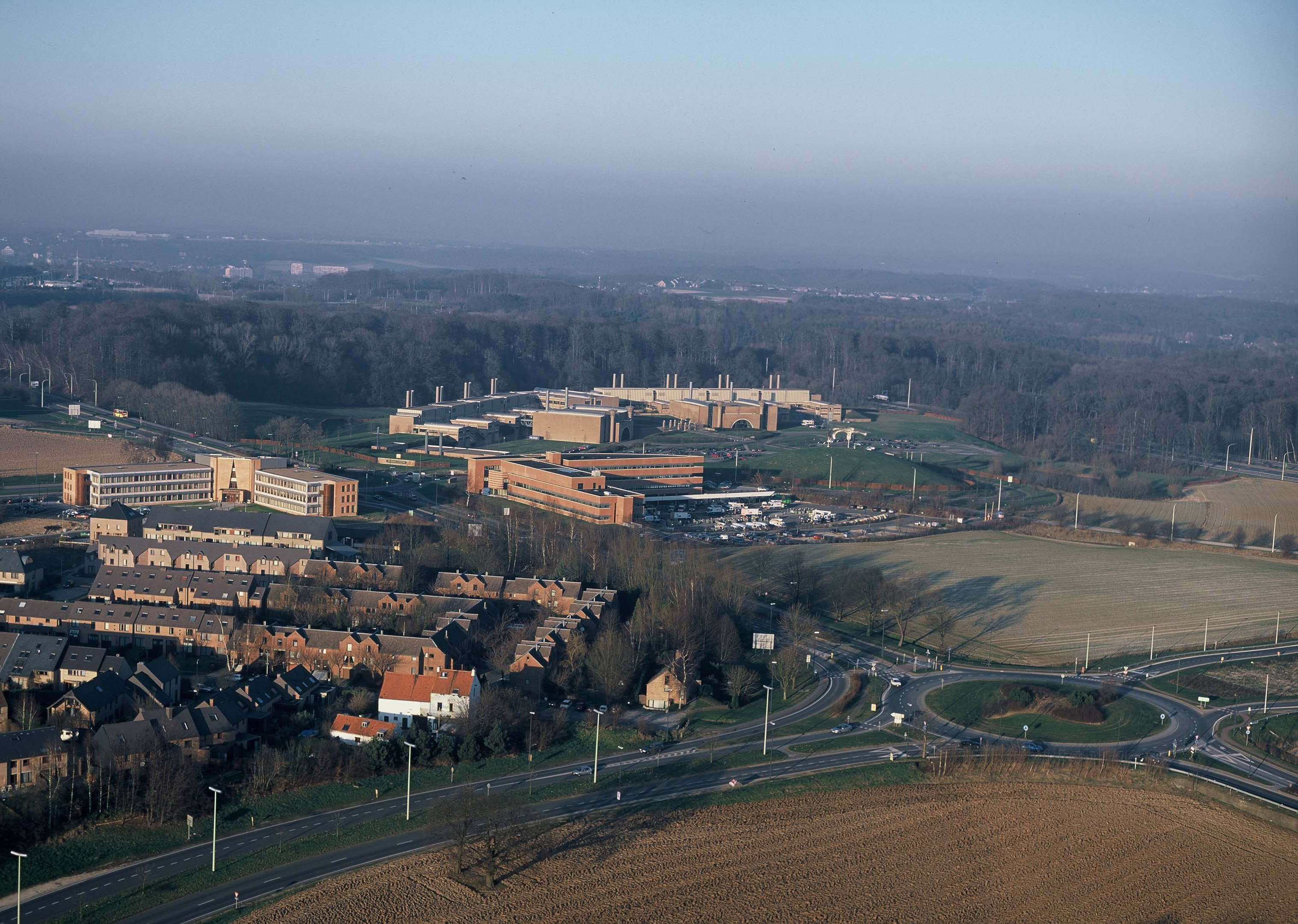
Luftbild des Technologieparks Louvain-la-Neuve

## Kot-à-projet
Eine besondere studentische Wohnform in Louvain-la-Neuve ist das kot-à-projet oder kurz kap: Er ist eine Wohngemeinschaft von Studenten, die ein gemeinnütziges Projekt betreiben. Die Universität stellt für die kaps vergünstigte Wohnungen zur Verfügung. Auf diese Weise sind über 100 Projekte entstanden.
Die Palette reicht von Behindertenbetreuung, Organisation von Exkursionen, Film- und Musikfestival, Orchester, über Betreuung von ERASMUS-Studierenden bis hin zu Themen wie Menschenrechte oder Entwicklungszusammenarbeit – in der Universitätsstadt Louvain-la-Neuve wurden durch diese Initiativen zwei Fairtrade-Geschäfte etabliert.
Ein eigenes kap kümmert sich um den Veranstaltungskalender und die Ankündigung der Veranstaltungen im Internet und auf Plakaten.
In den dreißig Jahren ihres Bestehens haben die kot-à-projets schon öfters eine Vorreiterrolle eingenommen – die Altpapiersammlung in der Universität zum Beispiel wurde von einem kap initiiert (mittlerweile wurde diese Aufgabe aber von der Gemeinde übernommen).
Jedes Jahr gibt es eine große gemeinsame Vorstellung der Aktivitäten aller kaps im Rahmen einer Messe, wo sich die Öffentlichkeit und (zukünftige) Studenten informieren können und gegebenenfalls das für sie passende Projekt finden können.

## 24 heures vélo de Louvain-la-Neuve
Seit 1976 findet einmal jährlich an einem Mittwoch Ende Oktober in und quer durch Louvain-la-Neuve das von den Studenten der UCLouvain organisierte und in ganz Belgien bekannte Radrennen, die 24 heures vélo de Louvain-la-Neuve, statt. Dabei gibt es drei Gruppen: eine folkloristische, in der mit möglichst originell dekorierten Rädern angetreten wird, eine humanitäre, in der Geld für einen guten Zweck gesammelt wird, und eine, in der es rein um die sportliche Leistung geht.

## Hergé-Museum
Am 2. Juni 2009 wurde in Louvain-la-Neuve das Hergé-Museum eröffnet, das dem Werk des belgischen Comiczeichners und -autors Hergé gewidmet ist. Ursprünglich war Brüssel als Standort für das neue Museum geplant gewesen, doch nachdem sich dort kein geeigneter Baugrund gefunden hatte, wichen die Initiatoren auf Louvain-la-Neuve aus. Der Glas- und Betonbau wurde vom französischen Architekten Christian de Portzamparc entworfen. In Zukunft soll die Ausstellung 200.000 Besucher pro Jahr anziehen.